# 1362 Griqua
Griqua (asteroide 1362) é um asteroide da cintura principal com um diâmetro de 29,9 quilómetros, a 2,0304323 UA. Possui uma excentricidade de 0,3698017 e um período orbital de 2 112,33 dias (5,79 anos).
Griqua tem uma velocidade orbital média de 16,59346602 km/s e uma inclinação de 24,2039º.
Este asteroide foi descoberto em 31 de Julho de 1935 por Cyril Jackson.